# Novos materialismos

A neurociência tem sido um foco de atenção por parte de alguns filósofos materialistas contemporâneos, como por exemplo a pensadora francesa Catherine Malabou.

Novos materialismos é a denominação corrente de um campo abrangente da filosofia contemporânea, principalmente continental, que busca novos engajamentos com tradições de pensamento materialista como também novas articulações entre um número de tendências intelectuais e áreas da ciência com a filosofia. Multiplas elaborações filosóficas estão associadas aos novos materialismos, de tal forma que o campo resiste à uma definição comum. Convergências se encontram na rejeição do representacionalismo, da metafísica individualista e da separação intrinsíca entre sujeito e conhecimento; e na reação crítica ao domínio teórico do construtivismo radical e da teoria política analítica e normativa (que, em sua ênfase sobre a língua, os discursos e a cultural, terminaram por negligenciar o engajamento com a materialidade). Alguns pensadores desse campo enfatizam igualmente a crítica aos déficits e inconsistências de paradigmas anteriores do materialismo, como a fenomenologia e o Marxismo.

## Origem
Os termos 'novo materialismo'/'neo-materialismo' foram criados independentemente por Rosi Braidotti e Manuel DeLanda na segunda metade da década de 1990. Ambos buscavam denominar uma teoria cultural que deixasse de privilegiar a dimensão humana de uma ontologia dualista, e alternativamente analisasse como essas oposições - de natureza/cultural; matéria/mente; humano/não-humano - se produzem historica e intelectualmente. Esses autores tem como base e referência especial o trabalho de Gilles Deleuze, e suas colaborações com Félix Guattari, em tentar resgatar da marginalidade da história da filosofia a 'tradição menor' do materialismo - como Spinoza, Nietzsche, Bergson, e escritores como Marcel Proust, Franz Kafka - cuja leitura o inspirou uma atenção ao corpo como chave de superação dos entraves teóricos contemporâneos.

## Filósofos associados
- Bruno Latour
- Catherine Malabou
- Tim Ingold
- Manuel DeLanda
- Rosi Braidotti
- Manuel DeLanda
- Karen Barad
- Quentin Meillassoux

- Arturo Escobar

- Levi Bryant

- Donna Haraway

- Isabelle Stengers